# Andrena tadzhica
Andrena tadzhica är en biart som beskrevs av Popov 1949. Andrena tadzhica ingår i släktet sandbin, och familjen grävbin. Inga underarter finns listade i Catalogue of Life.